# Cerastium juniperorum
Cerastium juniperorum är en nejlikväxtart som beskrevs av Paul Carpenter Standley och Steyerm. Cerastium juniperorum ingår i släktet arvar, och familjen nejlikväxter. Inga underarter finns listade i Catalogue of Life.